# Saidjahus altimontis
Saidjahus altimontis là một loài chân đều trong họ Eubelidae. Loài này được Jackson miêu tả khoa học năm 1936.